# 协同和机器厂

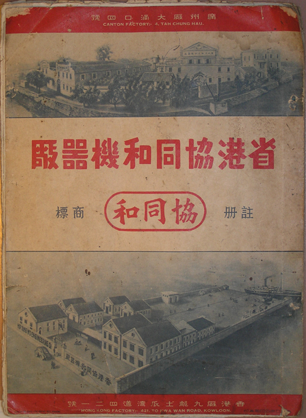

协同和機器厂（Hip Tung Wo Engineering Works），原協同和碾米廠，今广州市柴油机厂（舊址），門牌為荔湾区芳村大道东146号。是广州市早期较有名的製造業企业之一，曾生产出大中華第一台柴油机。
其位于荔湾区南片（原芳村区）的大冲口街道（原大涌口）下的杏花大街，市级文物保护单位毓灵桥北面约20米处，占地面积约2000平方米。建厂时间有争议，市文化局有关的资料记载是1912年，而广州市柴油机厂资料记载是1911年，确切年限属那一年需作进一步考证。
“协同和”意为“协力同心、和衷共济”。

## 歷史
宣統二年（1911），米业植丰号老板何渭文欲开设米机（即碾米厂），物色中陈拔廷及陈沛林两人，遊說他們離開河南大涌口均和安厂，合资创办了协同和厂。後薛廣森（著名工商业家，其子薛则民在1930、40年代省港机器行被稱誉为“天王”）欣賞協同和碾米技術革新，與薛等商量入股改為機器修造廠，之後更招攬外股，資金增至三萬元，股東增至二十餘人。
民國二年（1913），協同和製出船用柴油機，贏得「華南第一家」的聲譽。
民國四年（1915），該廠仿製4 缸44.3 千瓦兩衝程熱球式柴油機成功。
民國六年（1917），協同和生產的柴油機開始銷往新加坡。
民國七年（1918），生產出117.7 千瓦、用壓縮空氣啟動、可逆轉的兩衝程柴油機，安裝在輪船上航行于珠江，引起航運業重視。
民國十九年（1930），在香港九龍土瓜灣道開設分廠。
至民國廿六年（1937），該廠累計生產各種規格的柴油機 383 台/1.68 萬千瓦，有設備85台，職工340人，為華南地區最大的機器廠，產品行銷廣東及湖南、江西等地，並曾遠銷加拿大及東南亞等。
第四野戰軍進佔廣州前夕，貨幣大幅貶值，員工收入低微而掀起工潮。股東商議拋棄廣州廠轉向集中資金經營香港廠，而薛則民和方百里等股東堅持保存廣州廠。結果是以港幣一百四十萬元將香港廠的股份轉售另一方。薛則民攜同全家返回廣州，擔任協同和廠工務組組長。 
1950年，薛氏被廣州軍管會任命為協同和廠廠長兼總工程師，由協同和主力維修中南海军（南海舰队前身）得到的國民政府遺留的艦隻，方便海军日後的軍事行動。 
1956年社會主義改造，九間小型機器廠併入協同和。 
1966年易名為廣州柴油機廠。 
2008年被市政府公佈為第七批广州市文物保护单位之一。 
2018年1月尾，中国工业遗产保护名录名单（第一批）公布，协同和机器厂（现为协同和动力机博物馆）入选首批100个工业遗产保护名录。 

### 破壞
陈拔廷故居，始建於1920年代，原位于机器厂内，是砖木结构两层的楼房，具西欧券廊特色，二楼外廊设瓶式栏杆，外墙为白色灰砂砖砌筑，建筑面积约200平方米。2008年雖機器廠整體被納入廣州市文保單位，但2009年9月陳拔廷別墅被廣州市宏信汽車市場有限公司拆除。事後當局責成復建，建成屋宇已不同原貌。

## 遊覽
2009年初，市、區政府對芳村地區作出發展規劃，以廣州柴油機廠舊廠區地塊建設、發展922創意社區。广州柴油机厂原址被纳入白鹅潭规划，時其主体厂房計劃在3年内搬迁至番禺大岗产业基地，为白鹅潭商圈内发展第三产业讓出14万方土地，而协同和的百年厂房就轉為柴油机博物馆。場地現為廣州宏信922創意園，是珠江隧道至鶴洞橋之間芳村大道沿線“濱水創意產業區”的一部分。博物館暫為團體預約參觀制。 

### 附近古蹟
抗战前，毓灵桥是番禺南海的交通要道，两岸有一百多间商铺，除了协同和柴油机厂外，其中较有名的有：邓大林的杏林庄以及杏林庄内的“石泉”、宝石茶楼，再延申珠江北面有静波造船厂和德国教堂等。

## 交通
- 巴士：大沖口站，經停路線：19、52、64、121A、181、202、217、275、309、309A、312、812、990 夜班：11、29、72
- 地鐵：█1号线：芳村站A口 █广佛线：沙涌站C口